# جو فييرا
جو فييرا (بالألمانية: Joe Viera)‏ هو معلم موسيقى ألماني، ولد في 4 سبتمبر 1932 في ميونخ في ألمانيا.

## وصلات خارجية
- جو فييرا على موقع IMDb (الإنجليزية)
- جو فييرا على موقع ميوزك برينز (الإنجليزية)
- جو فييرا على موقع ديسكوغز (الإنجليزية)
- جو فييرا على موقع قاعدة بيانات الفيلم (الإنجليزية)